# Georges Vidor

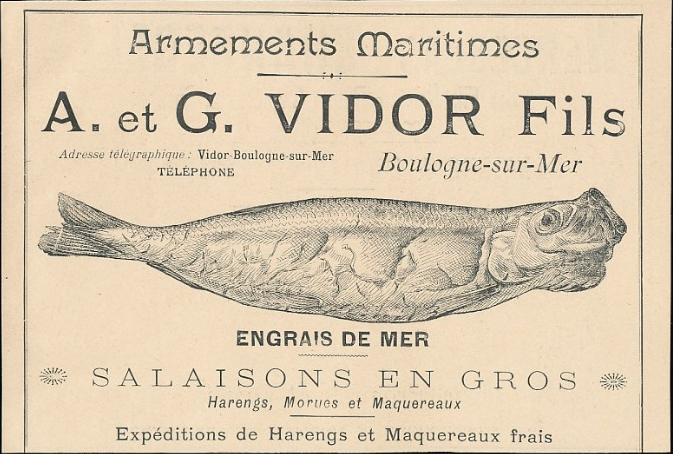
Publicité de l'armement Vidor en 1899

Georges Alfred Edouard Vidor, né à Boulogne-sur-Mer (Pas-de-Calais) le 23 février 1861 et mort à Boulogne-sur-Mer (Pas-de-Calais) le 3 novembre 1928, est un armateur et chef d'entreprise français.

## Biographie

### Famille
Georges Vidor, issu d'une famille d'armateurs du Boulonnais, est le fils de Louis Auguste Vidor, armateur, et d'Henriette Eugénie Émilie Hamerel. Son grand-père, Jean Louis Philippe Vidor, fonda en 1821 la première maison de pêche française à Boulogne-sur-Mer, ,. Georges Vidor fut membre de la chambre de commerce et d'industrie de Boulogne-sur-Mer, administrateur de la Banque de France, vice-président de la Société des secours aux mutilés de guerre et conseiller municipal de Boulogne-sur-Mer. 
Il épouse le 5 juillet 1892 à Marconne, Jeanne Clarisse Thélu (qui fut présidente du comité de Boulogne-sur-Mer de la société des œuvres de Mer), fille d'Émile Joseph Ange Thélu, receveur des domaines et de Elvire Elisa Chevau. Père de quatre enfants, il est le beau-père du poète André Mabille de Poncheville, époux de sa fille Madeleine.

### Armateur boulonnais
En 1893, à la suite du décès de son père Louis Auguste Vidor, avec son frère aîné Auguste, il reprend la direction de la maison de pêche familiale, fondée en 1821 à Boulogne-sur-Mer par Jean Louis Philippe Vidor, ,.  
Il fut président du Comité central des armateurs de France (CCAF). Il fut le premier armateur, avec la maison Bouclet, à armer des harenguiers à vapeur en 1894,, et à contribuer à l'essor économique, du port de Boulogne-sur-Mer. En 1905, il participa à des séances de l'Assemblée nationale concernant les conditions des équipages des bateaux à vapeur.  
Après la mort de son frère aîné Auguste en 1913, il s'associe en 1922 avec Ferdinand Sarraz-Bournet,, polytechnicien, afin d'aider son fils, Auguste, à assurer la relève. La maison Vidor continuera à travers son fils Auguste et son gendre Hamoir sous l’appellation Vidor, Sarraz & Cie jusque dans les années 1960 avant d'être absorbée par la maison Delpierre en 1961 pour former Pêche et Froid. La maison Vidor était alors la plus ancienne maison de pêche française. 
Durant la Première Guerre mondiale, les bateaux de la maison Vidor subirent des attaques de sous-marins allemands comme La Jeannette en 1916 et La Ternoise en 1918.
En 1904, il devient membre de la société d'archéologie de Sousse fondée en 1903 par son beau-frère Louis Carton. 
Il meurt à Boulogne-sur-Mer le 3 novembre 1928 et est enterré à Outreau.

## Décorations
Il fut nommé chevalier de la Légion d'honneur le 23 février 1924 sur proposition du ministre de la marine, en remerciement de son travail quant à la modernisation de l'industrie de la pêche à Boulogne-sur-Mer. 